# Bombardování Rotterdamu

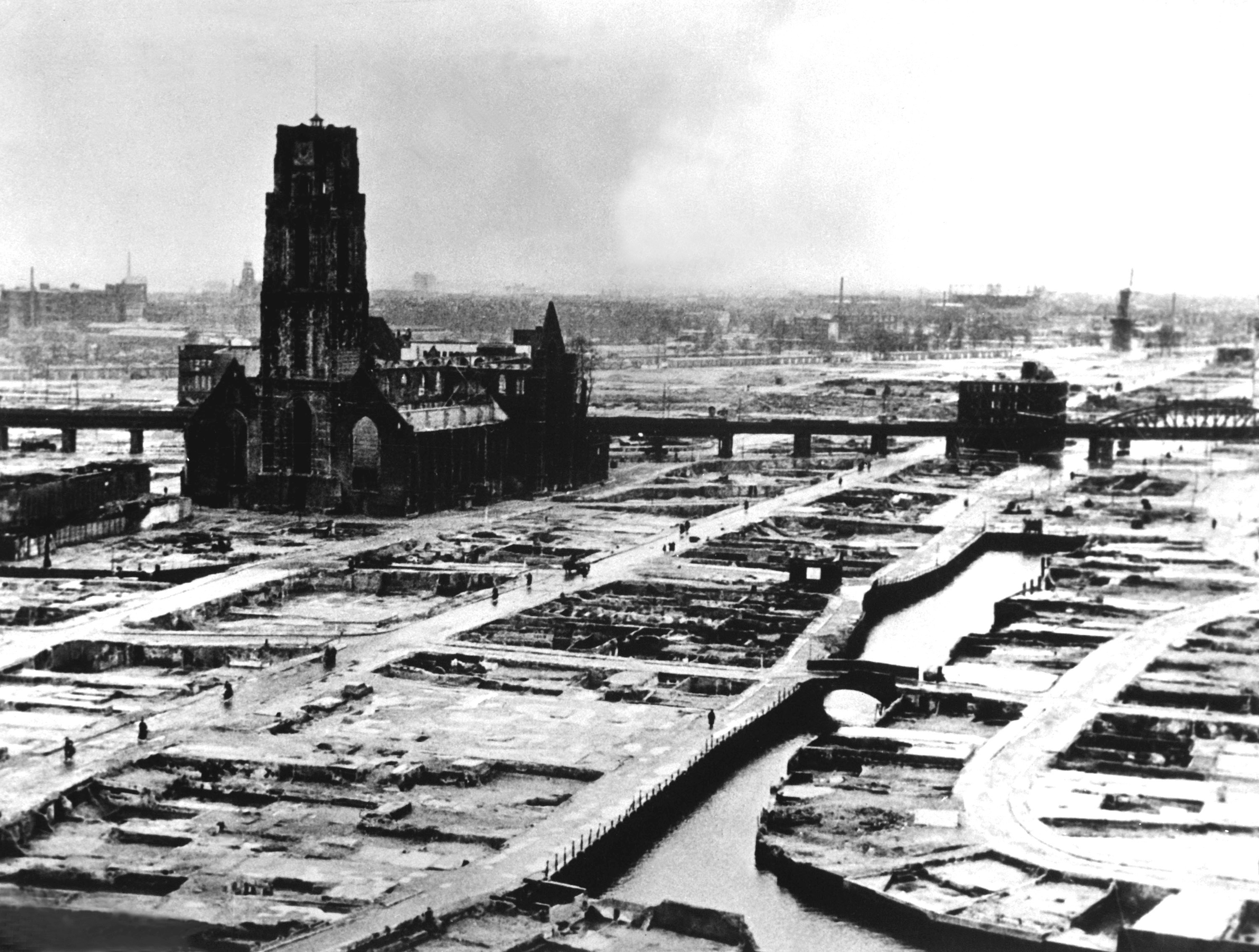
Centrum města po bombardování

Bombardování Rotterdamu, někdy označované jako Rotterdam Blitz, bylo letecké bombardování Rotterdamu německou Luftwaffe 14. května 1940, během německé invaze do Nizozemska ve druhé světové válce. Cílem byla podpora německých vojenských jednotek bojujících ve městě, rozbití nizozemského odporu a silou donutit Nizozemce, aby se vzdali. Ačkoli předcházející vyjednávání měla za následek zastavení palby, nálet se přesto uskutečnil a zničil téměř celé historické centrum města, bylo zabito skoro devět set civilistů a 30 tisíc lidí se ocitlo bez domova. Psychologický a fyzický úspěch bombardování z německé perspektivy vedl vrchní velení letectva (OKW) k hrozbě, že zničí i město Utrecht, pokud se nizozemská vláda nevzdá. Nizozemci kapitulovali druhý den brzy ráno.

## Předehra
Nizozemsko během druhé světové války mělo strategickou polohu mezi Velkou Británií a Německem, bylo ideální jako plánovaná německá vzdušná a námořní základna během operace Seelöwe, což byla invaze na Britské ostrovy, která měla následovat po letecké bitvě o Británii. Nizozemsko však zvolilo za první světové války neutralitu a plánovalo stejný krok učinit i pro druhou světovou válku. To vedlo k odmítnutí vyzbrojování od Francie, aby nevzniklo žádné spojení mezi oběma státy. Zbrojní výroba byla mírně zvýšena po invazi Německa do Dánska v dubnu 1940, kdy Nizozemsko mělo 35 moderních kolových lehkých obrněných vozidel, ale žádná lehká pásová obrněná vozidla, 135 letadel a 280 000 vojáků. Německo mělo vyčleněno jen pro útok na Nizozemsko 159 tanků, 1200 moderních letadel a kolem 150 000 vojáků.
S významnou vojenskou převahou Němci zamýšleli urychlit dobytí země zabráním a kontrolou nad klíčovými armádními a strategickými cíli, jako letiště, mosty a cesty a potom převzít kontrolu nad zbytkem země. Invaze do Nizozemska byla nejdříve plánována na 9. říjen 1939, kdy Hitler vydal rozkaz k přípravným pracím, které by měly vést k útoku na severní křídlo západní fronty přes Lucembursko, Belgii a Nizozemsko. Tento útok měl být uskutečněný hned a s důrazem, jakmile to bude možné. Příprava byla zahájena Hitlerovým rozkazem pro německé armádní důstojníky k získání nizozemských uniforem a jejich užití k získání interních informací o nizozemské obranné taktice.
Wehrmacht nakonec zaútočil na Nizozemsko v prvních hodinách 10. května 1940. Útok začínal přelety německých letadel přes nizozemský vzdušný prostor, což mělo vést k dojmu, že konečným cílem je Británie. Nad Severním mořem se však letadla obrátila a zaútočila ze západu, provedením výsadku parašutistů na letiště Valkenburg a Ockenburg, blízko nizozemského sídla vlády a královského paláce v Haagu a tím začala bitva o Haag. Zatímco Německo plánovalo obsazení použitím této taktiky, Nizozemci zastavili jejich postup na hlavní oblast u nizozemských pevností a tím německou invazi zpomalili.

## Bitva o Rotterdam
Situace v Rotterdamu ráno 13. května 1940 byla po posledních třech dnech patová. Nizozemské síly pod velením plukovníka Scharroo držely severní břeh řeky Nieuwe Maas, která protéká městem a bránily Němcům v přechodu přes řeku. Německé síly zahrnovaly letecký výsadek vzdušných sil pod velením generála Studenta a nově dorazily pozemní síly generála Schmidta, tvořené 9. tankovou divizí a motorizovaným plukem SS Leibstandarte Adolf Hitler. Nizozemský protiútok vedený námořní pěchotou s cílem znovu dobýt dopravní most Willemsbrug, klíčovou křižovatku, selhal. Selhalo také úsilí nizozemské letecké brigády most zničit.
Ráno 14. května vydal Hitler rozkaz č. 11, ve kterém bylo ve vztahu k nizozemskému operačnímu prostoru uvedeno: "Schopnost nizozemské armády klást odpor se ukázala být silnější, než se očekávalo. Politické, stejně jako vojenské důvody žádají, aby tento odpor byl co možná nejdříve zlomen. Je úkolem armády na jihu, aby získala nizozemskou pevnost v kombinaci s útokem na východní frontu. Kromě toho se k oslabení nizozemských sil musí použít letectvo, které dosud podporovalo 6. armádu, a tím pomoci k rychlému pádu nizozemské pevnosti."
Generál Schmidt naplánoval kombinovaný útok na další den, 14. května, s použitím tanků 9. tankové s podporou plamenometů, vojenských jednotek SS a ženistů. Výsadkářské jednotky měly vytvořit obojživelnou křižovatku proti proudu řeky a potom zaútočit z boku přes čtvrť Kralingen. Útoku předcházela dělostřelecká příprava, zatímco generál Schmidt požadoval podporu od Luftwaffe ve formě skupiny (asi 25 letadel) střemhlavých bombardérů Ju 87, určených pro přesné bombardování.
Schmidtova žádost o leteckou podporu byla zaslána do Berlína, na štáb Luftflotte 2. Namísto přesných bombardérů dostal Schmidt Heinkely He 111, určené pro kobercové bombardování a dále skupinu štuk, určených pro ničení strategických cílů.

## Bombardování

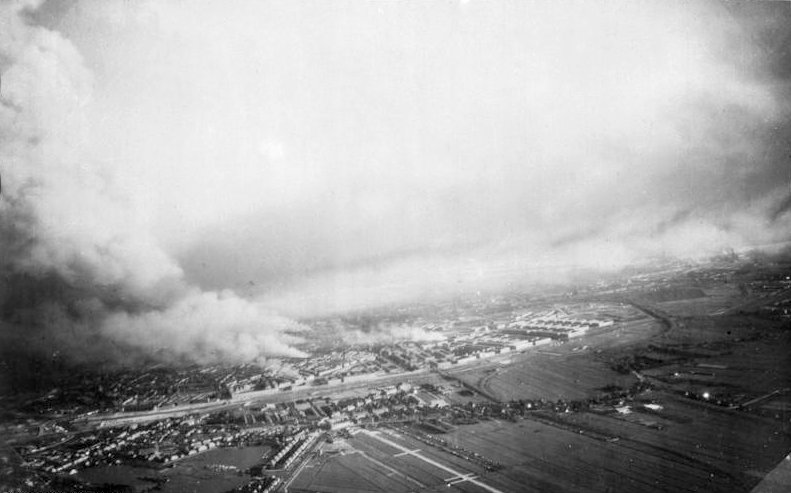
Hořící centrum města po bombardování

Schmidt použil hrozbu zničení města k tomu, aby se pokusil donutit plukovníka Scharroo kapitulovat. Měl být bombardován Rotterdam, největší průmyslový cíl v Nizozemsku a hlavní strategický cíl pro Němce. Scharroo odmítal a protahoval vyjednávání. Začátek bombardování byl určen na 13:20 (nizozemského času, 13:40 MET).
Schmidt začátek odložil a druhé ultimátum stanovil na 16:20. Přesto, právě když nizozemský vyjednávač na mostu Willemsbrug překládal tuto informaci, bylo již slyšet hluk bombardérů: celkem 90 bombardérů Kampfgeschwader 54 bylo vysláno nad město.
Generál Student rádiem odkládal útok. Když hlášení dosáhlo velitelské stanoviště KG 54, velitel eskadry, plukovník Walter Lackner, se již blížil k Rotterdamu a jeho letadlo mělo smotané dálkové antény. Opar a dým halily cíl a proto, aby zjistil, zda byla zasažena nizozemská opevnění, Lackner navedl svou formaci na hladinu 2300 stop (700 metrů). Německé síly na Noordereilandu vystřelovaly rakety, aby zabránily přátelské palbě, poté, co tři letadla jižní formace již vysypala svůj náklad, zbývajícím 24 letounům jižní bombardovací formace pod vedením nadporučíka Otto Höhneho se útok nezdařil. Větší formace přiletěla ze severovýchodu, mimo pozici, ze které by mohla spatřil červené rakety, vypuštěné na jižní straně města, a pokračovala v útoku. Padesát čtyři He-111 kleslo nízko, aby mohlo uvolnit 97 tun bomb, ve většině případů na střed města.

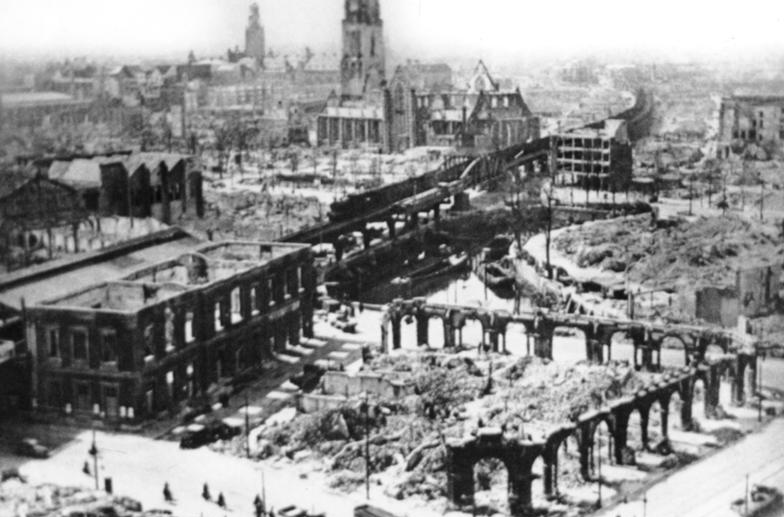
Rotterdamská nádraží Blaak a Laurenskerk

Proč formace nepřijala rozkaz přerušit úkol dříve, zůstává kontroverzní otázkou. Plukovník Lackner z největší formace tvrdil, že jeho posádka nebyla schopná si všimnout červených raket kvůli špatné viditelnosti, způsobené vlhkem a hustým kouřem z hořících staveb a následně potřebovala snížit letovou hladinu na 2000 stop. Ale červené rakety, které Lackner v mlze neviděl, možná používala německá armáda k tomu, aby lokalizovala své pozice ve městě a vyhnula se tak přátelské palbě. Jakýsi oficiální německý formulář určoval k tomuto účelu červenou barvu.
Celkem bylo shozeno 1 150 50kilogramových a 158 250kilogramových bomb, hlavně v obytné čtvrti Kralingen a na středověké centrum města. Většina z těchto zasažených a hořících budov měla za následek nekontrolovatelné požáry, které se zhoršily druhého dne, kdy se zvedl vítr, který způsoboval ohnivé bouře. Ve čtvrti Hooton způsobily bomby požár tanků s rostlinným olejem, které stály v přístavišti, a tento se následně rozšířil do středu města, kde způsobil masivní devastaci. Ačkoli přesná čísla nejsou známá, bylo zabito skoro 1000 lidí a 85 000 lidí ztratilo střechu nad hlavou. Kolem 2,6 čtverečních kilometrů města bylo téměř srovnáno se zemí. Bylo zničeno 24 978 domů, 24 kostelů, 2320 obchodů, 775 skladů a 62 škol. Schmidt poslal smířlivé hlášení nizozemskému veliteli generálu Winkelmanovi, který brzy poté kapituloval u Rijsoordu, vesnice jihovýchodně od Rotterdamu. Škola, kde Nizozemci podepsali svoji kapitulaci, se později stala malým muzeem.

## Následky

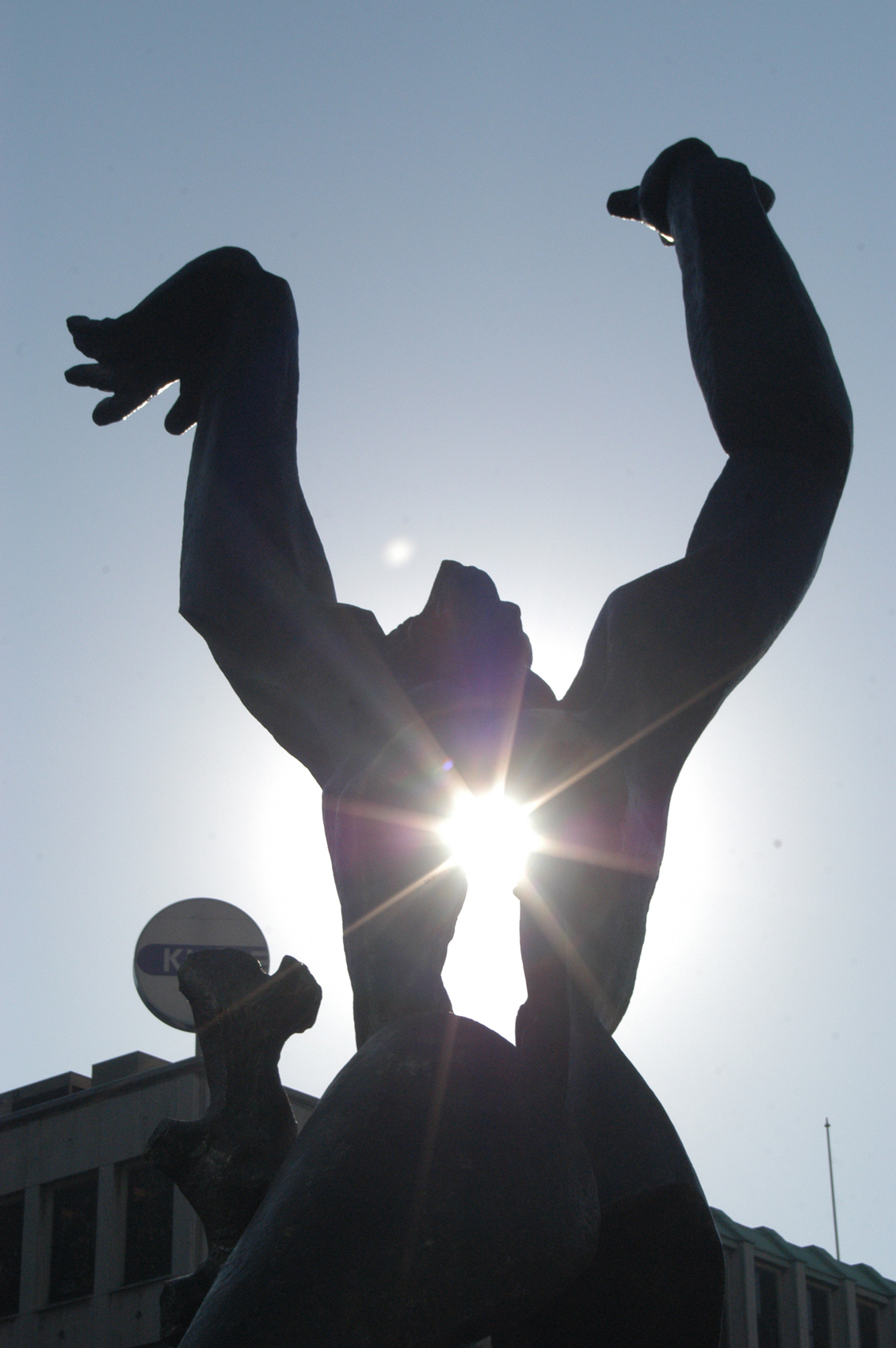
De Verwoeste Stad, (Zničené město), socha v Rotterdamu od Ossipa Zadkineho

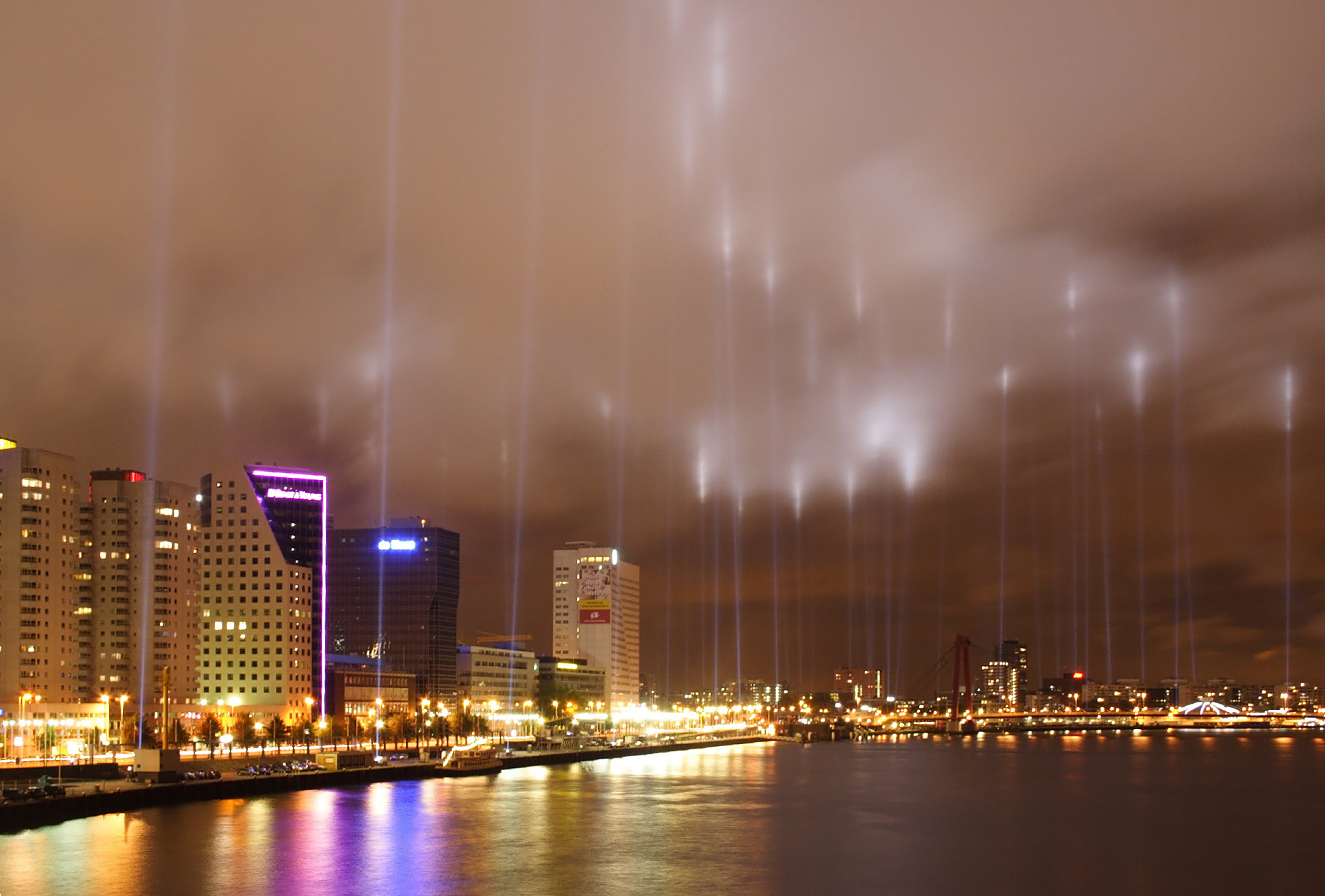
Světla podél palebné linie připomínající bombardování Rotterdamu, 14. května 2007

Nizozemská armáda neměla efektivní způsob, jak zastavit bombardéry (nizozemské vojenské letectvo prakticky přestalo existovat a jeho protiletadlová děla byla přesunuta do Haagu), takže když dostala další podobné ultimátum, ve kterém Němci vyhrožovali, že zničí bombardováním město Utrecht, nizozemská vláda se rozhodla kapitulovat, než by riskovala zničení dalšího města. Západní tiskové kanceláře hrubě přehnaly událost pro účely propagandy, portrétujíc Rotterdam jako město nemilosrdně zničené terorem bombardování bez ohledu na civilisty, s vylhanými 30 000 mrtvých pod rozvalinami. Počet ztrát na životech pod rozvalinami byl relativně malý, protože tisíce civilistů uprchly v předchozích čtyřech dnech před válkou a bombardováním do bezpečnějších částí Rotterdamu nebo do dalších měst. Německý týdeník Die Mühle uvedl, že nizozemská vláda byla vinna přeměnou Rotterdamu na pevnost, navzdory vícenásobným výzvám k evakuaci města. Také uváděl, že staré město bylo zapáleno nizozemskými pumami a žhářskými útoky.
Velká Británie zastávala do této doby politiku bombardování jednotlivých armádních cílů a infrastruktury, jako přístavů a železnic, které měly vojenský význam. Protože bylo uznáváno, že bombardování Německa by mohlo způsobit civilní ztráty na životech, britská vláda se vzdala úmyslného bombardování civilního majetku vně bojových zón (kterými po pádu Polska byly míněny německé oblasti na východ od Rýna) jako armádní taktiky. Tato politika byla opuštěna 15. května 1940, jeden den po bombardování Rotterdamu, kdy RAF byla nasměrována k útočným cílům na Ruhr, včetně naftových polí a dalších civilních průmyslových cílů, které podporovaly německý válečný program, například vysoké pece, které osvětlovaly v noci samy sebe. První nálet RAF uvnitř Německa byl proveden v noci z 15. na 16. května 1940.
"Když se konala invaze do Nizozemska, vzpomínám si, že jsem byl odvolán z dovolené a moje první operace byla 15. května 1940 proti německému vnitrozemí. Naším cílem byl Dortmund a na cestě zpět jsme letěli přes Rotterdam. Německé vojenské letectvo bombardovalo Rotterdam den předtím a město ještě bylo v plamenech. Já jsem si uvědomil pak až příliš dobře, že předstíraná válka skončila a že tato byla skutečná. Do té doby požární služby uhasily řadu ohňů, ale stále byly ještě bodové požáry kolem celého města. To bylo poprvé, co jsem kdy viděl zpustošení ohněm na takovém stupni. Letěli jsme přímo nad jižními okrajovými části města Rotterdam ve výšce asi 6000 nebo 7000 stop a mohli jsme skutečně cítit kouř z ohňů hořících na zemi. Byl jsem šokován vidět takto město v plamenech. Zpustošením v měřítku, které jsem nikdy nezažil." řekl komodor letectva, Wilf Burnett.